# Катрин Джаксън
Катрин Джаксън (на английски: Katherine Jackson) е майката на Майкъл Джаксън.

## Биография
Катрине Ищър Джаксън (по баща:Скруз), е родена на 4 май 1930 година в Клейтън, Алабама в семейството на Марта Бриджс (1907 – 1990) и Принс Алберт Скруз (1907 – 1997). Когато е на четири години, със семейството си се преместват в Чикаго. През 1949 година Катрин сключва брак със съпруга си Джо Джаксън. Катрин е неотлъчно до децата на Майкъл Джексън и е до тях, при изключително тежките моменти, след загубата на баща им.
Със съпругът си имат десет деца. През 2009 Катрин става попечител на децата на сина си – Майкъл Джаксън: Парис Майкъл Катрин, Майкъл Джоузеф „Принс“ Младши и Принс Майкъл (Бланкет) Втори.

## Джаксън 5
Катрин Джаксън е дизайнер на костюмите в групата на синовете си: Джаки, Джърмейн, Марлон, Майкъл и Тито Джаксън – Джаксън 5 (Джаксън Файв). Групата е сформирана през 1964 година.

## Благотворителност
Катрин продължава благотворителните дейности, които Майкъл е провеждал. „I Can´t Stop Loving You“ Уикенд на благотворителността се провежда за деца, които се нуждаят от финансова и друга помощ в Гари, Индиана.